# 真行寺恵里 ROCK ERIGONOMI 2
『真行寺恵里 ROCK ERIGONOMI 2』（しんぎょうじえり ロックエリゴノミ ツー）は、アール・エフ・ラジオ日本の月曜日深夜に放送されていたラジオ番組である。なお、タイトルに「2」が付いているのは、当時同一パーソナリティながら別番組だった『真行寺恵里 ROCK ERIGONOMI』（FM愛知、FM大阪、広島FM 他FM7局ネット）が放送されていたため。 

## 概要
パーソナリティはロックシンガー、真行寺恵里。あいさつは『こんばんは』ではなく『こんばんな!』で、『記念すべき第○○回の放送を迎えました！』というのが通例であり、主にロック中心の音楽とリスナーからのお便り、リクエストなどで構成されていた。一方で、『ロックの力こぶ』のコーナーではプロレスラー、格闘家が、『アイアンホース・ア・ゴーゴー』では多くのライダーが多くゲストに入り、また音楽プロモーター、スタッフらが出演するコーナーも多くあったことも特徴的だった。

## 放送期間・放送時間
- 1999年4月5日 - 2003年3月31日
- 毎週月曜日 25:00 - 27:00

## 主なコーナー
ロックの力こぶ
プロレスラー、格闘家をゲストに迎えて、ロックと格闘技の関係、格闘技にとってロックとは何か?などということを様々なトークをしながら考えていた。
アイアンホース・ア・ゴーゴー
ロードレース情報を扱い、ロードレースを応援していたコーナー。実力のあるライダー、R2-1ピクシーガールらをゲストに迎えていた。
新・おすすめ日本の歌
日本の曲のリクエストを受け付けていたコーナー。
宣伝広場
音楽プロモーターが一押しの曲を持って来て紹介していたコーナー。
日本日記
あなどれナイト
阿久井喜一郎の夜空へGO!
ドラマー・阿久井喜一郎をメインに進行していたコーナー。
| RFラジオ日本 月曜日25:00 - 27:00枠 | RFラジオ日本 月曜日25:00 - 27:00枠 | RFラジオ日本 月曜日25:00 - 27:00枠 |
| 前番組                             | 番組名                             | 次番組 |
| ---------------------------------- | ---------------------------------- | --- |
| アニマル梯団のゴーイングマンデー   | 真行寺恵里 ROCK ERIGONOMI 2        | アベノ橋☆魔法商店街（25:00-25:30） 國府田マリ子のGAME MUSEUM（25:30-26:00） ゆる蔵、うれしいね。（26:00-26:30） 飯塚雅弓のMEGA-TONスマイル（26:30-27:00） |